# Israhel van Meckenem der Jüngere

Selbstporträt mit seiner Frau

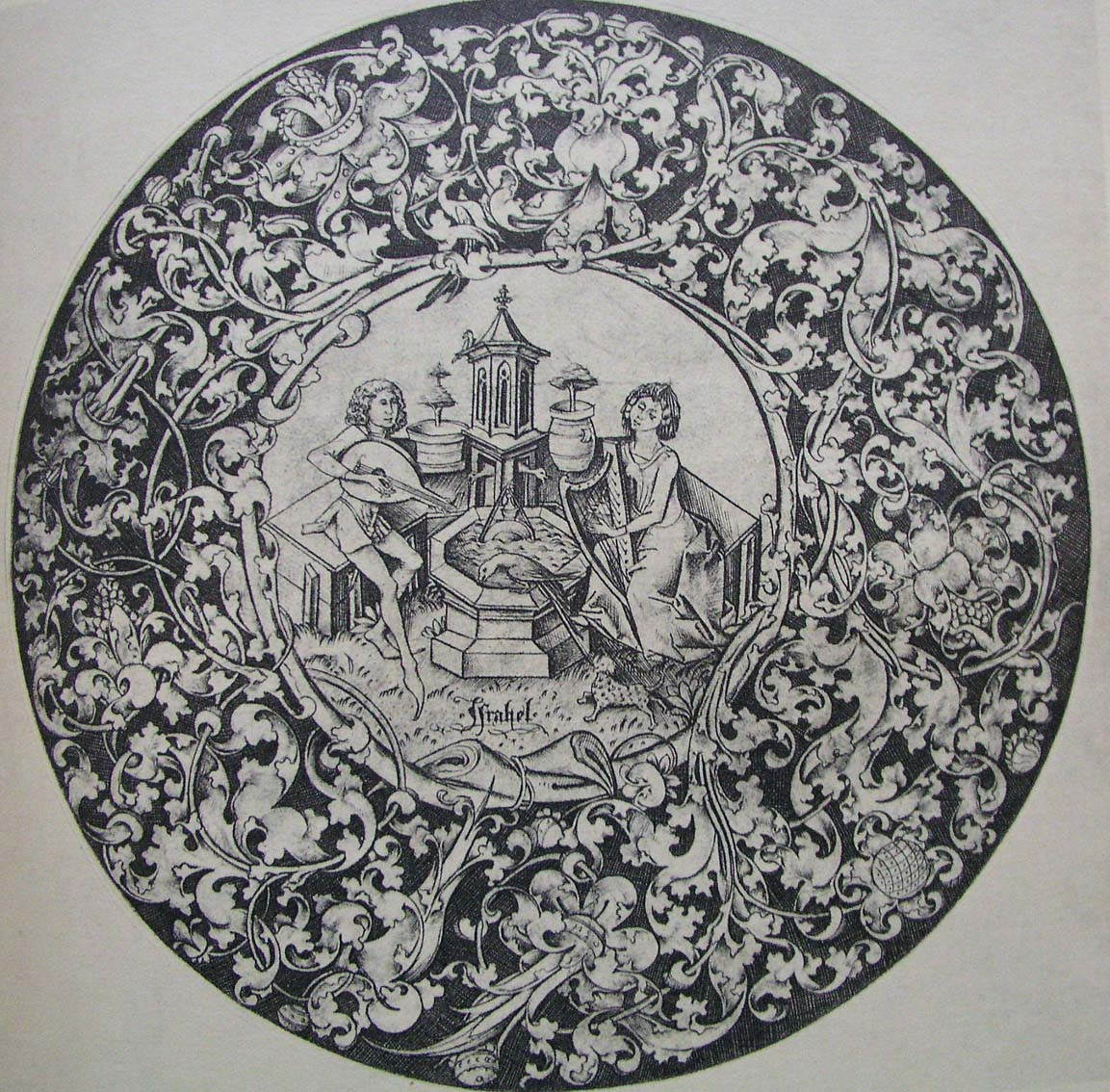
Musizierendes Paar am Brunnen

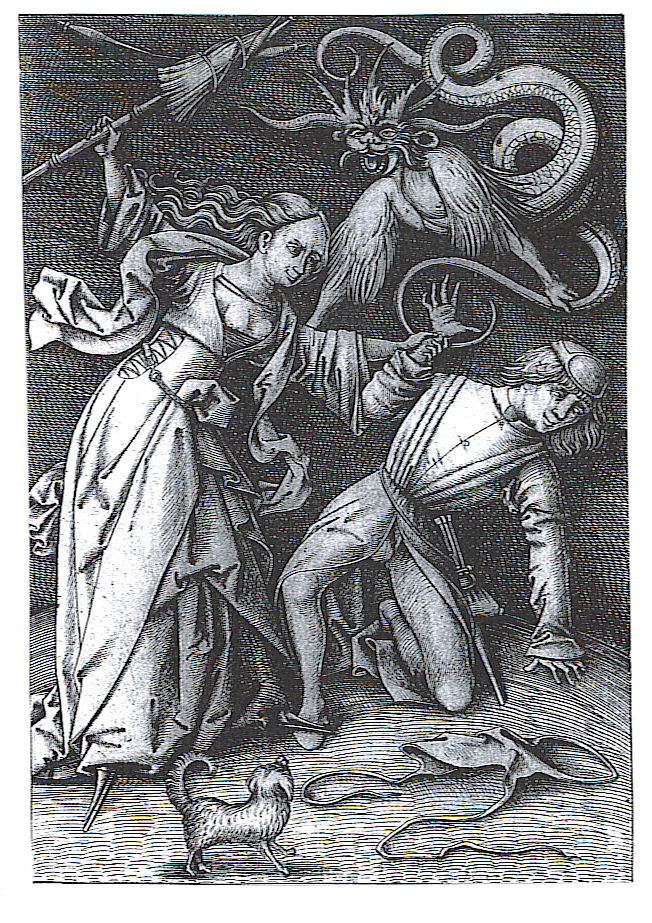
Das böse Weib, von seiner Frau beim Kampf um die Hose mit der Spindel verprügelter Ehemann

Israhel van Meckenem der Jüngere (* um 1440/1445; † 10. November 1503 in Bocholt) war ein deutscher Kupferstecher. Bereits von seinen Zeitgenossen wurde der Schüler des Meisters E. S. als einer der bedeutendsten Meister seines Fachs angesehen.

## Leben und Werk
Sein Vater war Israhel van Meckenem der Ältere. Seine Werkstatt befand sich im westfälischen Bocholt. Durch ihre Herkunft aus Meckenheim im Rheinland führte die Familie des Künstlers den niederdeutschen Namen „van Meckenem“, „von Meckenheim“.
1465 wirkte van Meckenem in Kleve und war 1482 nachweislich für den Rat der Stadt Bocholt tätig.
Mit 550 Kupferstichen hat van Meckenem das umfassendste Werk aller Kupferstecher des 15. Jahrhunderts hinterlassen. Neben eigenen Arbeiten fertigte Israhel van Meckenem auch viele Stiche nach Werken von Albrecht Dürer, Hans Holbein der Ältere und Martin Schongauer, wobei er zudem als Verleger auftrat. Auch Franz von Bocholt schuf Motive, an die sich Israhel van Meckenem angelehnt haben soll.  
Zu den bekanntesten Arbeiten des Künstlers gehört die Folge von zwölf Blättern der Darstellungen aus dem Alltagsleben. Ein wichtiges kunstgeschichtliches Dokument für das ausgehende 15. Jahrhundert ist das Doppelbildnis des Künstlers mit seiner Frau Ida. Sehr schöne, allegorisch-moralische Stiche von Liebespaaren entstanden in der Zeit zwischen 1495 und 1503.
Sein Grab befindet sich in der Bocholter Pfarrkirche St. Georg, wo er 1503 beigesetzt wurde. Eine Zeichnung von seinem Grabstein soll sich im Britischen Museum erhalten haben.

## Werkverzeichnis
Ein erstes Werkverzeichnis mit biografischen Angaben auch zu seiner Familie wurde 1839 von Georg Kaspar Nagler veröffentlicht. Das heute maßgebliche Werkverzeichnis wurde 1986 von Tilman Falk und Fritz Koreny publiziert.

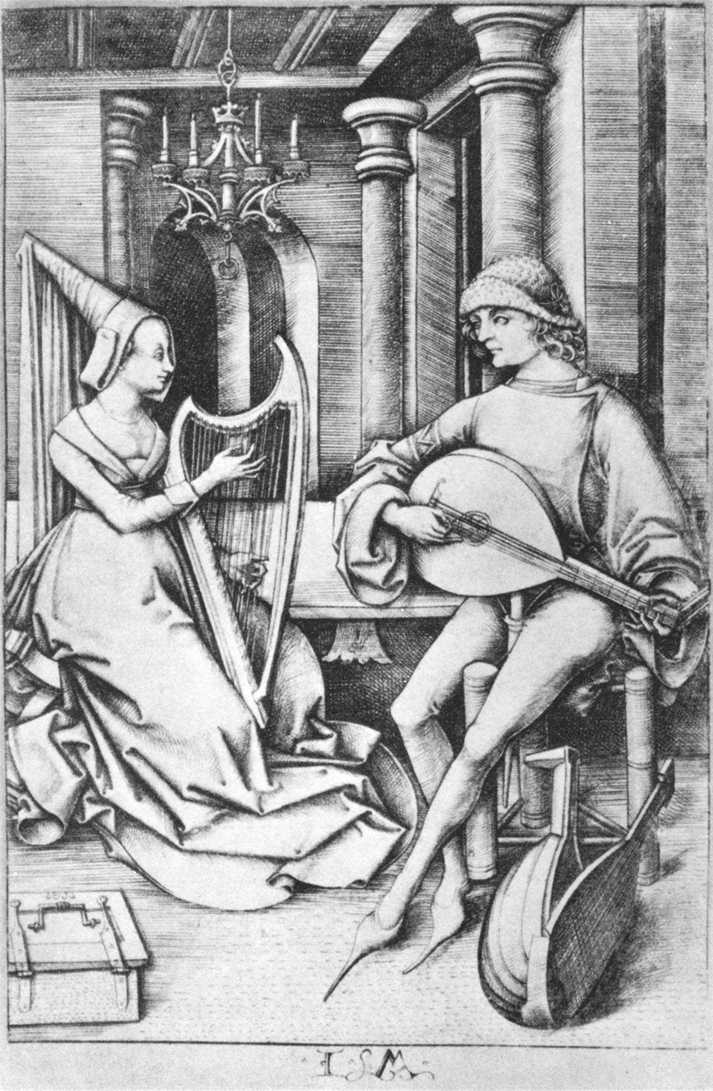
Lautenspieler und Harfenistin